# ルース・オゼキ

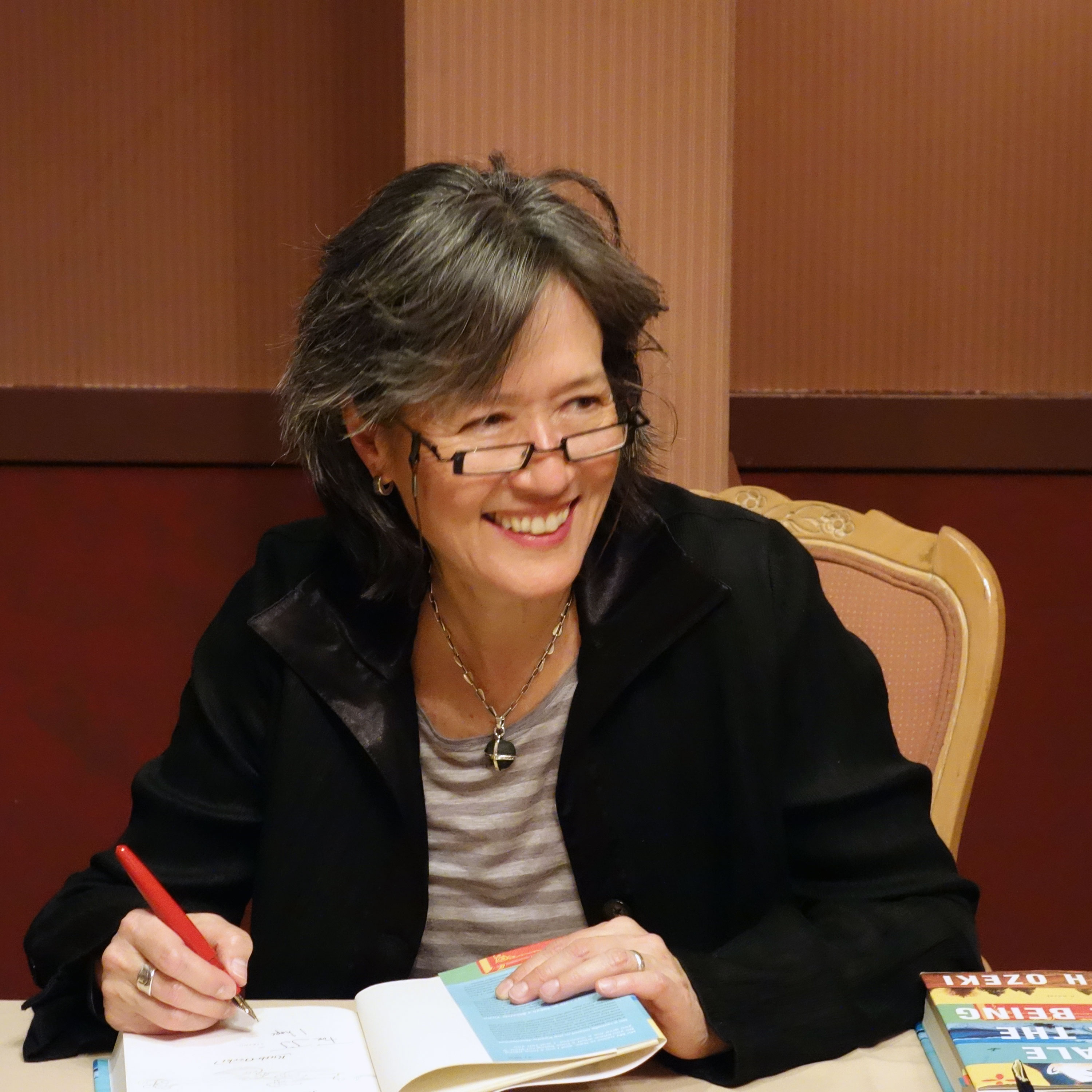
ルース・オゼキ

ルース・オゼキ（Ruth Ozeki、1956年3月12日 -）は、アメリカ合衆国の映像作家、小説家、禅僧。
日系2世の母を持つ。小説の多くは日系アメリカ人を題材とし、それに社会問題・環境問題などを組みあわせている。

## 略歴
ルース・オゼキはコネチカット州ニューヘイブンで生まれ育った。父はイェール大学の言語学者・人類学者として知られるフロイド・ラウンズベリー(1914-1998)、母はハワイで育った言語学者マサコ・ヨコヤマ(1914-2004、両親は日本人で後に日本に戻った)である。本名はルース・ダイアナ・ラウンズベリー。オゼキはペンネームで、元のボーイフレンドの姓を取った。
スミス大学で英文学とアジア研究を専攻した。卒業後、日本の文部省の奨学金により、奈良女子大学の大学院で日本古典文学を研究したが、ほかにも京都でバーのホステスをしたり、京都産業大学で英語を教えたり、能楽などのさまざまなことに興味を持った。
1985年に帰国してニューヨークに住み、低予算映画『妖獣伝説ネクロポリス』(1986)、『ブリーダーズ』(1986)、『アンドロイド・バスターズ 残虐メカ帝国の逆襲』(1986)、『ミュータント・ハント』(1987)などの美術監督をつとめた。その後、日本語が話せることを生かして、ニューヨークで日本のテレビ番組や広告会社のために働いた。
後には自分でドキュメンタリー映画を作成するようになり、1994年に『Body of Correspondence』、1995年に『Halving the Bones』を発表している。後者は日本に住む母方の祖母の葬儀を扱った自伝的な内容である。
40歳を越えてから小説家としての活動をはじめ、1998年に処女作『イヤー・オブ・ミート』を出版した。
2001年から禅に打ちこみ、2010年に曹洞宗の僧になった。夫はドイツ系カナダ人の環境芸術家オリバー・ケルハマー(Oliver Kellhammer)であり、現在はカナダのブリティッシュ・コロンビア州とニューヨークで暮らしている。2022年に女性小説賞を受賞。

## 小説
- My Year of Meats. Viking. (1998). ISBN 9780670879045
  - アメリカの肉を日本に宣伝する番組のディレクターをつとめる日系アメリカ人女性と、その肉で料理を作る日本人女性の物語。DESの薬害を扱う。
  - 日本語訳：佐竹史子 訳『イヤー・オブ・ミート』アーティストハウス、1999年。ISBN 4901142119。
- All Over Creation. Viking. (2003). ISBN 9780670030910
  - アイダホ州の農場で働く日系女性を主人公に、遺伝子組換え生物の問題を扱う。
- A Tale for the Time Being. Viking. (2013). ISBN 9780670026630
  - ブリティッシュコロンビア州の島に住む女性がハローキティの弁当箱にはいっていた少女の日記を発見する。東日本大震災を反映している。
  - 日本語訳：田中文 訳『あるときの物語』早川書房、2014年。ISBN 9784152094414。（2巻）

ほかに『The Face: A Time Code』(Restless Books, 2016) というエッセイを出版している。

## 関連文献
- 塩田弘, 松永京子, 浅井千晶, 伊藤詔子, 大野美砂, 上岡克己, 藤江啓子 編『エコクリティシズムの波を超えて 人新世の地球を生きる』勉誠出版、2017年。
  - 岸野英美『ルース・オゼキの『イヤー・オブ・ミート』とメディア』。